# Antíbol
Antíbol (nom català i occità; en francès Antibes) és un municipi sota l'estat francès, situat al departament dels Alps Marítims, a la regió de Provença – Alps – Costa Blava. L'any 2005 tenia 72.300 habitants.
Està ubicat dins la zona coneguda amb el nom de costa Blava, molt a prop del cap d'Antíbol, que li dona nom. La seva economia està basada en el turisme i l'exportació, i en destaquen les de flors, olives i taronges.

## Història
Designada inicialment amb el nom d’Antípolis, fou un establiment comercial de l'antiga Grècia fundat pels foceus procedents de Massàlia. Després s'integraria a l'Imperi Romà i de 1384 a 1608 fou possessió de la família Grimaldi.

## Llocs d'interès
- Museu Picasso d'Antíbol, ubicat al castell de Grimaldi, edifici del segle xvi
- Escola d'horticultura

## Demografia
| Evolució de la població |       |       |       |       |       |       |       |       |
| 1793                    | 1800  | 1806  | 1821  | 1831  | 1836  | 1841  | 1846  | 1851  |
| 4.135                   | 5.270 | 4.792 | 5.095 | 5.565 | 5.939 | 5.615 | 5.976 | 6.163 |

| 1856  | 1861  | 1866  | 1872  | 1876  | 1881  | 1886  | 1891  | 1896  |
| ----- | ----- | ----- | ----- | ----- | ----- | ----- | ----- | ----- |
| 6.657 | 6.829 | 6.064 | 6.843 | 6.752 | 5.923 | 6.461 | 7.401 | 9.329 |

| 1901   | 1906   | 1911   | 1921   | 1926   | 1931   | 1936   | 1946   | 1954   |
| ------ | ------ | ------ | ------ | ------ | ------ | ------ | ------ | ------ |
| 10.947 | 11.753 | 12.198 | 12.768 | 20.456 | 26.071 | 25.014 | 23.574 | 27.064 |

| 1962   | 1968   | 1975   | 1982   | 1990   | 1999   | 2006 | 2011 | 2016 |
| ------ | ------ | ------ | ------ | ------ | ------ | ---- | ---- | ---- |
| 35.439 | 47.547 | 55.960 | 62.859 | 70.005 | 72.454 | -    | -    | -    |

| 2019 | - | - | - | - | - | - | - | - |
| ---- | - | - | - | - | - | - | - | - |
| -    | - | - | - | - | - | - | - | - |

## Administració
| Període   | Identitat           | Partit |
| --------- | ------------------- | ------ |
| 1948-1950 | Charles Guillaumont |        |
| 1950-1953 | Henri Rambaud       |        |
| 1953-1959 | Marc Pugnaire       |        |
| 1959-1971 | Pierre Delmas       |        |
| 1971-1995 | Pierre Merli        | UDF    |
| 1995-     | Jean Leonetti       | UMP    |

## Agermanaments
- Aalborg
- Kinsale (Cionn tSáile)
- Newport Beach
- Elat
- Desenzano del Garda
- Schwäbisch Gmünd
- Olímpia